# La vendicatrice dei sioux
La vendicatrice dei sioux (Rose of Cimarron) è un film del 1952 diretto da Harry Keller.
È un western statunitense con Jack Buetel, Mala Powers, Bill Williams e Jim Davis. Nonostante il titolo (Rose of Cimarron), il film non ha attinenze con Rose Dunn, soprannominata "Rose of Cimarron".

## Produzione
Il film, diretto da Harry Keller su una sceneggiatura di Maurice Geraghty, fu prodotto da Edward L. Alperson tramite la Edward L. Alperson Productions (accreditata come Alco Pictures) e girato nei Republic Studios e nei pressi del Topanga Canyon, in California, dal 17 luglio al 13 agosto 1951.

## Distribuzione
Il film fu distribuito con il titolo Rose of Cimarron negli Stati Uniti nel gennaio 1952 (première a Los Angeles il 28 gennaio) al cinema dalla Twentieth Century Fox.
Altre distribuzioni:
- in Austria nel 1953 (Die Rose von Cimarron)
- in Germania Ovest il 4 marzo 1953 (Die Rose von Cimarron)
- in Danimarca il 27 febbraio 1956 (Texas vilde rose)
- in Finlandia il 2 novembre 1956 (Cimarron ruusu)
- in Portogallo il 27 maggio 1957 (Chegou a Tua Hora)
- in Svezia il 7 settembre 1959 (Där revolvern är lag)
- in Belgio (De wraak der indianen) (Vengeance indienne)
- in Brasile (Rosa de Cimarron)
- in Spagna (Rosa de Cimarron)
- in Italia (La vendicatrice dei sioux)

## Promozione
La tagline è: THE WILDCAT of the west has THE OUTLAW in her gun sights!.